# Club de Yates de Nueva York

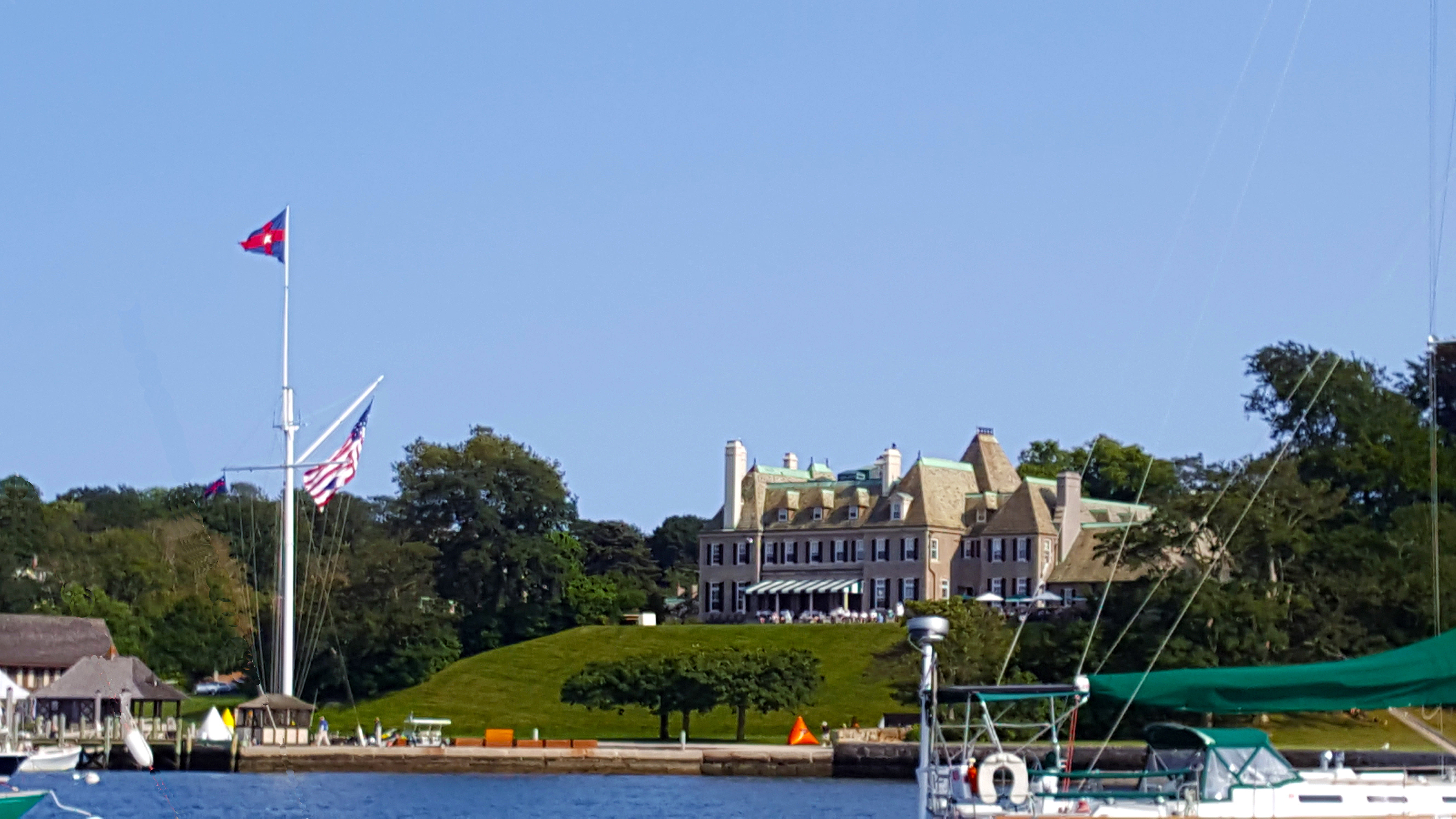
Sede de "Harbor Court".

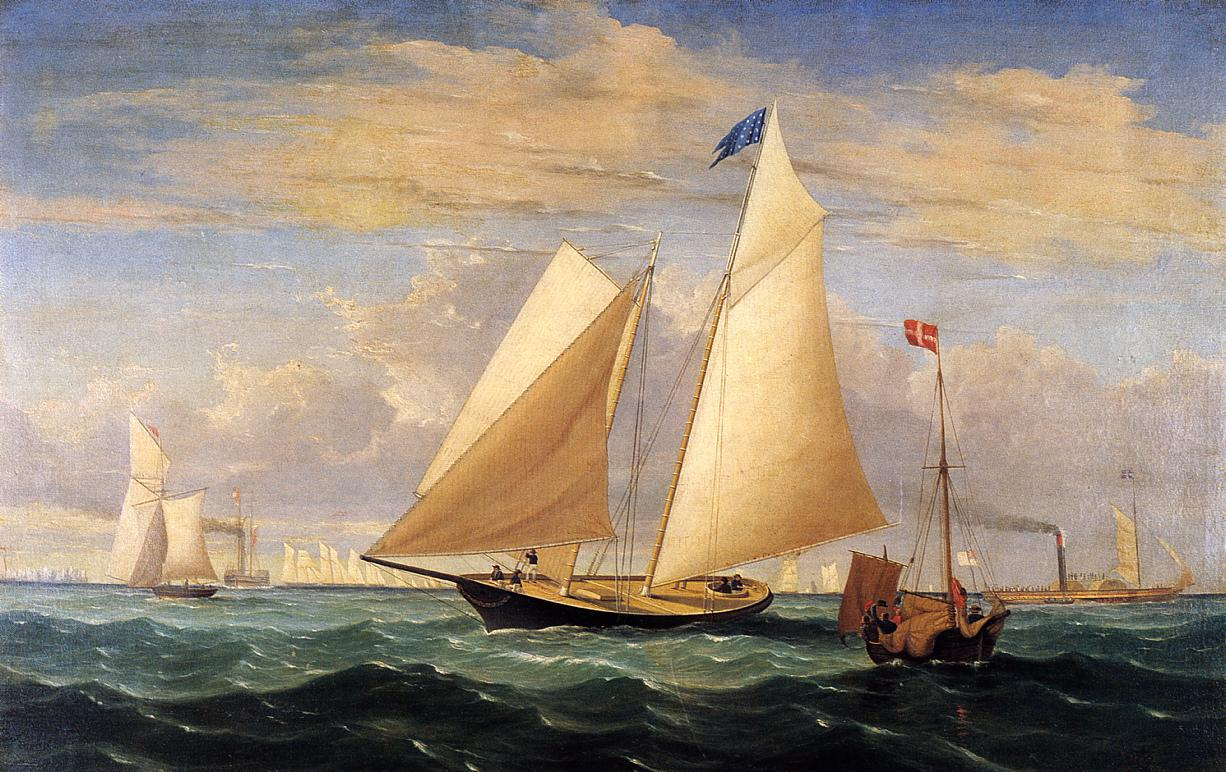
El Yate 'America' ganando la regata internacional, Fitz Henry Lane (1851).

El Club de Yates de Nueva York (NYYC) es un club náutico cuyo domicilio social está situado en Nueva York, Estados Unidos. Sus instalaciones deportivas están en la localidad de Newport (Rhode Island). Con más de 3.000 socios, se mantiene como unos de los clubes náuticos más prestigiosos del mundo. La admisión de miembros en el club se realiza por invitación exclusivamente.

## Sede
En 1845, se estableció la primera casa club de la institución, un modesto edificio neogótico en Hoboken, Nueva Jersey, en terrenos donados por el Comodoro John Cox Stevens. A medida que fue creciendo el número de asociados, el club se trasladó a varios otros lugares, incluyendo Staten Island, Glen Cove y Mystic (Connecticut).
Su sede social es un monumental edificio de estilo Beaux Arts de seis pisos con una fachada de piedra caliza decorada con motivos de temática náutica, ubicado en la confluencia de las calles 37 Oeste y 44 en el centro de Manhattan. Inaugurado en 1901, fue diseñado por Warren and Wetmore (1898), arquitectos del exterior del Grand Central Terminal. La sala central de la casa club es la "Sala de Modelos", que contiene una notable colección de maquetas a escala de casco completo y seccionado, incluyendo una recopilación histórica de todos los desafíos de la Copa América. Fue designado como National Historic Landmark en 1987.
Además de su sede de Manhattan, el club mantiene "Harbor Court", una casa club inaugurada en 1988 en Newport (Rhode Island).

## Historia
Fue fundado el 30 de julio de 1844 por un grupo de nueve caballeros neoyorquinos aficionados al deporte, liderados por John Cox Stevens, primer presidente del club. En 1845 se adoptó la actual grímpola como símbolo de la entidad, y el club se estableció en su primera sede, en Hoboken (Nueva Jersey), en unos terrenos donados por Stevens, donde se encuentra actualmente el Instituto de Tecnología Stevens.
Una de las aficiones primordiales de los socios durante aquellos años iniciales consistía en competir por los trofeos mejor dotados económicamente. Por esa razón, en 1851, el presidente del club, John Cox Stevens, se presentó con su yate, una goleta pintada de negro con el nombre de America, en la regata conmemorativa de la I Exposición Internacional que se celebró en Inglaterra, y que tenía como trofeo un aguamanil de plata valorado en cien guineas de oro. Al vencer, la gesta se convirtió en un hito histórico para el club. El trofeo fue donado al club el día 12 de julio de 1857 por el armador de la America, para que el club fomentase la competición entre naciones, organizando una regata que tuviese a dicho trofeo como premio. La regata se denominaría Copa América, y es, en la actualidad, la regata más importante del mundo. En 1865 el club adoptó el lema Nos agimur tumidis velis.
El año 1866 se recuerda en los anales del club por la legendaria "Carrera Transatlántica". En diciembre, tres goletas del club, Henrietta, Fleetwing y Vesta, participaron en una carrera entre Sandy Hook y Needles, Isla de Wight, por un premio de 90.000 dólares. El Henrietta, propiedad de James Gordon Bennett, Jr. de 21 años, y capitaneado por Samuel S. Samuels, un marino profesional, ganó la carrera en 13 días, 21 horas y 55 minutos. Bennett sería elegido comodoro en 1871.
En 1876, el Mohawk, una goleta diseñada con una gran orza para mejorar su estabilidad, zozobró debido a que su aparejo estaba fijado cuando el barco fue sorprendido por una turbonada. El vicecomodoro William T. Garner, su esposa y su tripulación murieron en el accidente. Se cree que esta tragedia condujo a la desaparición de este tipo de goletas. El Mohawk fue posteriormente vendido a la marina de guerra de los Estados Unidos que lo rebautizó como U.S. Eagre.
En 1898, el entonces presidente del club, J. Pierpont Morgan, sorprendió a toda la masa social al anunciar que donaba a la institución tres fincas en West 44th Street, en pleno Manhattan, para construir una nueva sede social. El Edificio del Club de Yates de Nueva York, diseñado por Whitney Warren y Charles D. Wetmore, se inauguró en 1901, y se mantiene como domicilio social. En 1987 el club adquirió Harbour Court, sus actuales instalaciones deportivas, en Newport (Rhode Island).
Durante 132 años, la Copa América fue defendida con éxito por el club neoyorquino, hasta que el Australia II derrotó al 'Liberty' de Dennis Conner frente a Newport (Rhode Island) en 1983. Este récord sigue siendo la racha ganadora más larga consecutiva en la historia del deporte.
Desde la pérdida de la Copa, el NYYC se ha visto obligado a reinventarse, involucrándose en la organización de diversas pruebas náuticas.

## Miembros notables
- Winthrop W. Aldrich, banquero
- Brooke Astor
- John Jacob Astor, magnate inmobiliario
- Vincent Astor
- George Fisher Baker
- August Belmont
- James Gordon Bennett, Jr., editor de periódicos
- Michael Bloomberg, alcalde de Nueva York
- John Nicholas Brown II, filántropo
- Frederick Gilbert Bourne
- William F. Buckley, escritor
- William A. Chanler, explorador, militar y congresista estadounidense
- Robert H. Conn, Secretario Adjunto de la Armada
- Dennis Conner, capitán del yate del Club
- William P. Cronan, 19 Gobernador Naval de Guam
- Walter Cronkite, presentador de noticias
- Chris Dodd, senador de los Estados Unidos
- Pete DuPont, gobernador de Delaware
- Elbridge Thomas Gerry, abogado
- Jay Gould, magnate del ferrocarril
- Alfred Walton Hinds, 17 Gobernador Naval de Guam
- Charles Oliver Iselin
- Charles O'Neal, político
- Arthur Curtiss James
- Gary Jobson
- Edward Kennedy, Jr., Senador de los Estados Unidos
- Dennis Kozlowski (renunció)
- Lewis Cass Ledyard
- John Lehman, Secretario de la Marina de los EE. UU.
- Bernard Madoff (renunció)
- J. P. Morgan, financiero
- J. P. Morgan, Jr.
- Junius Spencer Morgan III
- Emil Mosbacher
- Robert Mosbacher
- Frank F. Olney (1851-1903), 18 Alcalde de Providence, Rhode Island[9]
- Trenor Luther Park elegido en 1883, propietario de la Sultana
- David Rockefeller, banquero
- Franklin D. Roosevelt, 32 Presidente de los Estados Unidos
- Gary Roughead, 29 Jefe de Operaciones Navales, US Navy
- Alfred P. Sloan
- John Cox Stevens
- Olin Stephens, diseñador de yates
- Ted Turner, magnate de los medios de comunicación
- Cornelius Vanderbilt III, General del Ejército
- Harold Stirling Vanderbilt, ejecutivo ferroviario
- Thomas Watson, Jr.